# Spektakl' okončen
Spektakl' okoncen è un singolo della cantante russa Polina Gagarina pubblicato il 19 gennaio 2012.